# Honoré Charles Reille
Honoré Charles Reille (Antibes, 1 september 1775 - Parijs, 4 maart 1860) was een Frans generaal ten tijde van de Napoleontische oorlogen. Koning Louis-Philippe verhief hem in 1847 tot de waardigheid van maarschalk van Frankrijk.

## Militaire carrière
Reille trad op 16-jarige leeftijd in het leger als onderluitenant van de infanterie. In 1793 wordt hij luitenant, en in 1796 kapitein. In dat laatste jaar wordt hij ook aide-de-camp van generaal André Masséna. Hij volgde Masséna naar Italië, waar hij zich onderscheidde in de Slag bij Rivoli (1797). Bij de benoeming van Masséna tot bevelhebber van het leger dat Zwitserland bezette, werd Reille adjudant-generaal van dat leger. Vanaf 1800 was Reille militair commandant in Firenze en vice-stafchef van het Franse leger in Italië.
Reille, brigadegeneraal sinds 1803, kreeg in 1806 in de Vierde Coalitieoorlog het commando over een brigade in het vijfde legerkorps onder maarschalk Lannes, waarmee hij deelnam aan de Slag bij Saalfeld en de Slag bij Jena tegen de Pruisen en de Slag Pułtusk tegen de Russen. Reille werd hierna bevorderd tot divisiegeneraal en toegevoegd aan de staf van Napoleon.
Vanaf 1808 tot de nederlaag in de Slag bij Vitoria (1813) was Reille vooral op het Iberische schiereiland actief. Tussendoor werd hij ingezet in de Slag bij Wagram (1809).
Na de vrede van 1814 trad Reille in het huwelijk met Victoire Masséna, de dochter van zijn voormalige meerdere. Bij de terugkeer van Napoleon vervoegde hij de keizer en kreeg het commando over het tweede legerkorps in het leger dat België binnenviel, en slag leverde bij Quatre-Bras en Waterloo.

## Eerbewijzen
Napoleon benoemde Reille in 1804 tot commandant in het Legioen van Eer en daarnaast tot comte de l'Empire.
Lodewijk XVIII bevorderde Reille eerst tot grootofficier (juli 1814) en vervolgens tot grootkruis (februari 1815) in het Legioen van Eer. Hij benoemde hem, na de Honderd Dagen, ook tot ridder in de Orde van de Heilige Lodewijk (juni 1815). In 1819 werd Reille een Pair van Frankrijk. Karel X benoemde Reille in mei 1830 tot ridder in de Orde van de Heilige Geest.
- Bibliothèque nationale de France: cb161890914 (data)
- Gemeinsame Normdatei: 117521760
- International Standard Name Identifier: 0000 0000 7732 7125
- Base Léonore: LH//2288/24
- SNAC: w66j96sd
- Virtual International Authority File: 8167362
- WorldCat: E39PBJpPy67QRFwjdyJykF6Frq